# 777
777 (DCCLXXVII) je bilo navadno leto, ki se je po julijanskem koledarju začelo na sredo.

## Dogodki
- 1. januar

## Smrti
- Telerig, bolgarski kan (* ni znano)